# W.C.E. Sponneck
Wilhelm Carl Eppingen Sponneck (født 16. februar 1815 i Ringkøbing, død 29. februar 1888) i Hellerup) var rigsgreve og minister.
W.C.E. Sponneck var søn af Marius Sabinus Wilhelm Sponneck og Susanne Christine Trojel, han blev i 1832 student fra Sorø Akademi og i 1836 cand.jur., og han blev straks involveret i det danske toldvæsen. W.C.E. Sponneck avancerede meget hurtigt ad embedsstigen og blev i 1843 chef for kongerigets toldvæsen. Han blev udnævnt til kongelig kommissarius ved de rådgivende stænderforsamlinger i Roskilde og Viborg i 1848, og samme år blev han kongevalgt medlem af Den Grundlovgivende Rigsforsamling. Samme år blev han finansminister i regeringen Ministeriet Moltke II, en stilling han bestred i fem skiftende regeringer frem til slutningen af 1854.
Uden for politik havde W.C.E. Sponneck vigtige hverv. I 1866 blev han medlem af og 1871 formand for Kontrolkommiteen for de sjællandske jernbaner, og i 1868 blev han Nationalbankens direktør og indtrådte i bestyrelsen for Det Store Nordiske Telegrafselskab. Efter at have opgivet disse stillinger blev han i 1873 direktør for den nystiftede Kjøbenhavns Handelsbank samt formand for forsikringsselskabet "Danmark". Han var i en årrække desuden formand for Gentofte Sogneråd, dvs. de facto borgmester for den fremtidige Gentofte Kommune.
Sponneck var i årene 1866 til 1883 ejer af Heslegård i Hellerup.

## Parlamentsposter
Han var kongevalgt medlem af Den Grundlovgivende Rigsforsamling fra 12. oktober 1848 til 11. november 1848. Han var medlem af Folketinget valgt i Ribe Amts 3. valgkreds (Ribekredsen) fra 4. december 1849 til 27. maj 1853 og i Aalborg Amts 2. valgkreds (Aalborgkredsen) fra 12. oktober 1866 til 22. september 1869.

## Efterkommere og hæder
Sponneck var farfar til komtesse Olga Sponneck, der fra 1934 til 1964 ejede Ørslev Kloster i Nordfjends ved Skive.
Sponneck blev udnævnt til kammerjunker i 1837, til ridder af Dannebrog i 1843, til kammerherre i 1846, kommandør af Dannebrog i 1848, Storkors af Dannebrog i 1850, Dannebrogsmand i 1854 og gehejmekonferensråd i 1863.
Sponnecksvej i Gentofte er opkaldt efter ham.